# SS 433
SS 433은 매우 이국적인 것으로 관측된 항성계 중의 하나이다. 이 항성계는 식현상을 보여주는 X선 쌍성계로 주성은 블랙홀일 가능성이 매우 높은데 중성자 별일 가능성도 있다., pp. 23 – 24. 이 항성계의 부수 동반성의 스펙트럼에 의하면 동반성은 후기 A 형 별임을 알 수 있다. SS 433은 최초로 발견된 마이크로 퀘이사이며 초신성 잔해 W 50(Westerhout 50)의 중심부에 위치한다.
SS 433이란 명칭은 케이스 웨스턴 리저브 대학교의 천문학자인 니콜라스 산두리크(Nicholas Sanduleak)와  찰스 브루스 스티븐슨(Charles Bruce Stephenson)의 머리 글자로부터 유래하였는데, 1977년 강한 방출선을 가진 별들에 관하여 그들이 작성한 목록에서 433번째 항목이다. SS 433의 방출선은 1979년 모르더하이 밀그롬에 의하여 연구되었다.

## 위치
SS 433 (V1343 Aquilae로도 알려짐)은 은하계 면 (l= 39.7 ° 및 b = -2.2 ° )에서 5.5 kpc 거리에 위치한다.

## 체계
소형의 중앙 천체는 동반성을 소모시키는데 동반성의 물질은 중앙 천체 주변에 형성된 강착 원판으로 급격하게 흡수되고 있다. 강착 원반이 나선형으로 주성으로 흡수되면서 매우 높은 온도로 가열되며, 이러한 가열에 의하여 강착 원반은 그 회전축을 따라 고온의 X선과 그 반대 방향으로 수소 분출물을 강착 원반의 상하 방향으로 방출하게 된다. 제트 분출 내의 물질은 빛의 속력의 26 %의 속도록 이동한다., pp. 23-24 ;, p. 508. 동반성은 원래의 주 천체보다 질량이 적어서 더 오래되었을 것이다. 동반성의 질량 범위 추정치는 3, p. 25 ~ 30 태양 질량이다. 주성과 동반성은 별들의 기준에서는 매우 가까운 거리에서 13.1 일의 주기로 궤도를 서로 돌고 있다., p. 510.

## 관측 자료
주성의 제트는 강착 원반의 수직 방향으로 방출된다. 제트와 원반은 지구와 SS 433을 잇는 선에 대해 약 79 ° 기울어진 축을 중심으로 세차운동한다. 제트와 축 사이의 각도는 약 20 °이고, 세차 운동 주기는 약 162.5 일이다. 세차 운동은 제트분출이 때로 지구 쪽을 더 향하거나 지구 반대쪽을 더 향하게 되어, 가시 스펙트럼에서 파란색과 빨간색 도플러 시프트를 발생키는 것을 의미한다., p. 508. 또한 세차 운동은 제트분출이 확장하는 헬리컬 스프레이(expanding helical spray)의 형태로 회전하면서 우주 공간을 통과한다는 것을 의미한다. 이들은 그 주위에 있는 W50 초신성 잔해 성운에 영향을 주어 길쭉한 모양으로 변형시킨다.
2004년 초장 기선 어레이에 의한 42 일 연속 관측에 의하여 새로운 데이터와 제트의 작용에 대한 이해가 얻어졌다. 제트분출이 때로는 물질이 생성된 직후에 충격을 주어 밝게 빛나게 하는 것으로 보인다. 제트분출이 충격을 주는 물질은 시간의 일부를 교체하는 것으로 보이는데, 항상 그렇지는 않지만 제트분출의 밝기 변화를 초래한다.
SS 433의 스펙트럼은 도플러 시프트 뿐만 아니라 상대성이론에 의하여서도 영향을 받는다. 도플러 시프트 효과를 제외하면, 초속 약 12,000 km의 속도에 대응하는 적색 편이가 남게 된다. 이것은 지구로부터 멀어지는 시스템의 실제 속도를 나타내지는 않고, 오히려 이는 이동하는 시계가 정지된 관측자에게는 더 천천히 똑딱거리게 되는 시간 지연 때문이다.  제트분출 내에서 상대론적으로 이동하는 여기된 원자는 상대적으로 천천히 움직이는 것으로 보이고, 따라서 이들의 복사는 적색편이를 보인다., p. 508.
2018년 9월, AU Abeysekara 등은 멕시코의 HAWC (High-Altitude Water Cherenkov Gamma-Ray) 천문대를 이용한 세부 관측 내용을 네이처에 발표했다. 연구진은 SS 433/W50 시스템의 25 테라 전자볼트를 초과하고, 공간적으로 로브를 해소하면서, 약 16 마이크로 가우스의 자기장 내에서 에너지가 수백 테라 전자볼트에 미치는 에너지를 갖는 단일 전자 집단에 상응하는 테라 전자볼트 감마선 관측을 보고했다.

## 대중 문화에서
1979년의 SNL 시즌 4에서, 돈 노벨로에 의하여 창작된 가상의 인물인 귀도 사두치 신부(Father Guido Sarducci)가 SS 433을 언급하였다.
아서 클라크는 다큐멘터리 시리즈 〈세계 7대 불가사의〉에서 SS 433을 자신의 "우주의 7대 불가사의" 중의 하나라고 말하였다.
알라스테어 레이놀즈(Alastair Reynolds)는 자신의 소설 태양의 집(House of Suns)에서 안드로메다 은하에 있는 가상의 별을 SS 433의 가까운 사촌으로 묘사하였다.

## 같이 보기
- 엑스선 쌍성
- 초고광도 엑스선원

## 추가 자료
- 고질량 X선 쌍성
- SS 433의 이미지